# 1923 en cyclisme
| Années du cyclisme : 1920 - 1921 - 1922 - 1923 - 1924 - 1925 - 1926    |
| Décennies du cyclisme : 1890 - 1900 - 1910 - 1920 - 1930 - 1940 - 1950 |

Les faits marquants de l'année 1923 en cyclisme.

## Par mois

### Mars
- 4 mars : l'Italien Alfredo Binda gagne la Course de côte du Mont Chauve. L'épreuve ne reprendra qu'en 1941.
- 18 mars : le Suisse Henri Suter gagne le Tour des Flandres. De 1923 à 1925 le championnat de Belgique sur route se dispute aux points sur plusieurs Manches, le Tour des Flandres est la première manche.
- 25 mars : 1re manche du championnat d'Italie sur route, l'Italien Costante Girardengo remporte Milan-San Remo pour la troisième fois.

### Avril
- 1er avril : le Suisse Henri Suter gagne Paris-Roubaix. C'est aussi la deuxième manche du championnat de Belgique sur route.
- 15 avril : 2e manche du championnat d'Italie sur route, l'Italien Costante Girardengo gagne Milan-Turin pour la cinquième fois.
- 22 avril : le Belge felix Sellier gagne Paris-Bruxelles pour la deuxième fois d'affilée. C'est aussi la troisième manche du championnat de Belgique sur route.
- 29 avril : 3e manche du championnat d'Italie sur route, l'Italien Giovanni Brunero gagne le Tour de Romagne.
- 29 avril : le Français Jacques Lacquehay gagne la Polymultipliée.

### Mai
- 5 mai : l'Allemand Adolf Huschke gagne le Championnat de Zurich.
- 6 mai : le Belge Emile Masson gagne le Tour de Belgique pour la deuxième fois. C'est aussi la quatrième manche du championnat de Belgique sur route.
- 13 mai : le Belge Paul Deman gagne Paris-Tours . C'est aussi la cinquième manche du championnat de Belgique sur route.
- 13 mai : l'Italien Bartolomeo Aimo gagne le Tour du Piémont.
- 13 mai : l'Espagnol Miguel Garcia gagne la Vuelta a los Puertos.
- 23 mai : départ du Tour d'Italie qui comptera jusqu'en 1927 comme manche du championnat d'Italie sur route (la 4e en 1923) .
- 27 mai : le Belge Emile Masson gagne Bordeaux-Paris.

### Juin
- 3 juin : le Belge René Vermandel gagne Liège-Bastogne-Liège . C'est aussi la sixième manche du championnat de Belgique sur route.
- 3 juin : le Français Maurice Ville gagne le Tour de Catalogne.
- 10 juin : le Tour d'Italie est remporté par Costante Girardengo pour la deuxième fois.
- 10 juin : le Belge Emile Thollembeek gagne le Grand Prix de l'Escaut. C'est aussi la septième manche du championnat de Belgique sur route.
- 17 juin : l'Italien Filippo Brusatori gagne les Trois vallées varésines.
- 17 juin : le Français Jean Brunier gagne Paris-Bourges.
- 17 juin : le Luxembourgeois Nicolas Frantz devient champion du Luxembourg sur route.
- 17 juin : le Suisse Henri Guillod devient champion de Suisse sur route.
- 24 juin : départ du Tour de France. Une bonification de 2 minutes est octroyée à chaque vainqueur d'étape, ce sont les premières bonifications de l'histoire du Tour. Le Français Robert Jacquinot gagne la 1re étape Paris-Le Havre. Il prend de ce fait le maillot jaune. L'Italien alors inconnu Ottavio Bottechia et le Français Romain Bellenger sont 2e et 3e, à 3 minutes 55 secondes de Jacquinot.
- 26 juin : l'Italien Ottavio Bottechia gagne la 2e étape du Tour de France Le Havre-Cherbourg. C'est la première victoire professionnelle de l'Italien devenu "pro" en 1922. Le Belge Louis Mottiat et le Français Romain Bellenger dans le même temps que l'Italien sont 2e et 3e de l'étape. Le Français Robert Jacquinot qui portait le maillot jaune termine 47e à 35 minutes 47 secondes. Au classement général, Bottechia prend le maillot jaune, Bellenger est 2e à 2 minutes, le Belge Léon Scieur est 3e à minutes 9 secondes.
- 28 juin : le Français Henri Pélissier gagne la 3e étape du Tour de France Cherbourg-Brest devant son frère Francis, l'Italien Ottavio Bottechia est 3e à 37 secondes, le Belge Philippe Thys 4e et le Français Romain Bellenger 5e terminent dans sa roue . Le Belge Léon Scieur finit 9e à 4 minutes 14 secondes. Au classement général Bottechia reste en tête devant le Français Romain Bellenger à 2 minutes, 3e le Belge Léon Scieur à 6 minutes 41 secondes, 4e Francis Pélissier à 9 minutes 40 secondes, 5e Henri Pélissier à 10 minutes 37 secondes.
- 30 juin : le Belge Albert Dejonghe gagne la 4e étape du Tour de France Brest-Les Sables d'Olonne au sprint devant les Belges Hector Heusghem et Philippe Thys. Le Français Eugène Dhers est 4e à 8 minutes 13 secondes, le Français Romain Bellenger est 5e à 9 minutes 20 secondes, l'Italien Ottavio Bottechia termine 9e à 15 minutes 14 secondes et perd le maillot jaune, le Belge Léon Scieur termine 10e dans la roue de Bottechia. Le Français Romain Bellenger prend le maillot jaune, le Belge Hector Tiberghien est 2e à 3 minutes 25 secondes, l'Italien Bottechia est 3e à 3 minutes 56 secondes .

### Juillet
- 2 juillet : le Français Robert Jacquinot gagne la 5e étape du Tour de France Les Sables d'Olonne-Bayonne au sprint devant le peloton des favoris, 2e le Belge Louis Mottiat, 3e le Français Joseph Normand. Pas de changement en tête du classement général.
- 4 juillet :  le Français Jean Alavoine gagne la 6e etape du Tour de France qui emprunte les cols d'Aubisque, du Tourmalet, d'Aspin et de Peyresourde, son compatriote Robert Jacquinot est à 16 minutes 5 secondes, le Français Louis Normand est 3e à 16 minutes 46 secondes, le Français Henri Pélissier est 4e à 23 minutes 18 secondes, le Belge Camille Botte est 5e à 24 minutes 31 secondes. L'Italien Ottavio Bottechia est 6e à 27 minutes 15 secondes. Le maillot jaune, le Français Romain Bellenger termine 12e à 52 minutes 59 secondes. Le Belge Philippe Thys termine 19e à 1 heure 16 minutes. Le Belge Firmin Lambot finit 38e à 3 heures 3 minutes, il affirme que on lui a saboté son vélo. Le Belge Léon Scieur malade abandonne, il estime avoir été empoisonné volontairement. Au classement général, l'Italien Ottavio Bottechia récupère le maillot jaune, 2e Alavoine à 8 minutes 28 secondes, 3e Bellenger à 21 minutes 50 secondes. C'est dans cette étape que Jacquinot qui a mené une longue échappée solitaire et qui avait l'étape à sa portée, s'effondre pris d'une fringale dans le col de Peyresourde et dit " Gars Jean je te salue" lorsque Alavoine le rejoint et le lâche
- 6 juillet : le Français Jean Alavoine gagne la 7e étape du Tour de France qui emprunte les cols de Portet d'Aspet, de Port et du Puymorens, au sprint à l'issue d'une échappée à 7 où figurent tous les favoris, 2e le Français Romain Bellenger, 3e le Français Henri Pélissier, 4e le Français Francis Pélissier, 5e le Belge Hector Tiberghien, 6e l'Italien Ottavio Bottechia, 7e le Suisse Henri Collé tous même temps. Au classement général Bottechia reste en tête, mais Alavoine qui glane 2 minutes de bonification n'est plus qu'a 6 minutes 28 secondes, 3e Bellenger à 21 minutes 50 secondes. A noter l'abandon du Belge Firmin Lambot.
- 8 juillet : le Belge Lucien Buysse gagne la 8e étape du Tour de France Perpignan-Toulon, 2e l'Italien Ottavio Bottechia à 16 minutes 16 secondes, 3e le Français Henri Pélissier dans la roue de Bottechia. Le Français Jean Alavoine termine 14e à 24 minutes 7 secondes, le Français Romain Bellenger finit 18e à 36 minutes 10 secondes. Au classement général Bottechia toujours en tête, 2e Alavoine à 14 minutes 19 secondes, 3e Henri Pélissier à 22 minutes 8 secondes. Les Belges Philippe Thys et Hector Heusghem abandonnent, c'est la fin d'une génération pour les Belges.
- 10 juillet : le Français Jean Alavoine gagne au sprint, la 9e étape du Tour de France Toulon-Nice qui emprunte les cols de Braus de Castillon et la Turbie (la boucle de Sospel), devant l'Italien Ottavio Bottechia et le Suisse Henri Collé. Le Français Romain Bellenger est 4e à 2 minutes 14 secondes, le Français Henri Pélissier Termine 8e à 7 minutes 44 secondes. Au classement général toujours Bottechia maillot jaune, grâce à une bonification Alavoine 2e n'est plus qu'à 12 minutes 19 secondes, 3e Henri pélissier à 29 minutes 52 secondes. Avant les Alpes, Alavoine fait figure de favori après ce qu'il a montré dans les Pyrénées
- 12 juillet : le Français Henri Pélissier gagne la 10e étape du Tour de France Nice-Briançon qui emprunte les cols d'Allos et de l'Izoard (Le col de Vars est neutralisé à la suite d'un éboulement), 2e le Belge Lucien Buysse à 5 minutes 28 secondes. Le Français Arsène Alancourt est 3e à 18 minutes 24 secondes. Le Français Jean Alavoine termine l'étape 5e à 26 minutes 58 secondes, il est en sang et gravement blessé à la suite d'une chute dans la descente du col de l'izoard. Le Français Romain Bellenger finit 8e à 38 minutes 35 secondes. Henri Pélissier est parvenu à décramponner l'Italien Ottavio Bottechia, 12e de l'étape à 41 minutes 8 secondes, dans le col d'Allos, puis il a augmenté les écarts dans le col de l'Izoard . Henri Pélissier prend le maillot Jaune avec 1 minute 25 secondes d'avance sur Alavoine et 13 minutes 16 secondes sur Bottechia.
- 12 juillet : le Néerlandais Piet Ikelaar devient champion des Pays-Bas sur route.
- 13 juillet : le Français Jean Alavoine qui a une plaie ouverte tout le long d'un bras est hospitalisé, il abandonne ainsi un Tour de France où il avait encore toutes les chances de gagner. Il pouvait résister aux meilleurs en montagne et glaner les bonifications aux arrivée avec sa pointe de vitesse.
- 14 juillet : le Français Henri Pélissier gagne la 11e étape du Tour de France Briançon-Genève qui emprunte les cols du Galibier, du Télégraphe et des Aravis. Accompagné de son Frère Francis, il s'échappe dans le col des Aravis et l'emporte à Genève. C'est la grande sensation pour toute la France qui attend un successeur à Gustave Garrigou, dernier vainqueur Français du Tour en 1911. Le Français Romain Bellenger est 3e à 8 minutes 33 secondes, le Français Félix Goethals est 4e à 13 minutes 56 secondes, l'Italien Ottavio Bottechia termine 5e dans la roue de Goethals. Au classement général Henri Pélissier cuirasse son maillot jaune avec 29 minutes 12 secondes sur Bottechia 2e, Bellenger est 3e à 1 heure 3 minutes.
- 15 juillet : l'Italien Michelle Gordini gagne le Tour d'Émilie.
- 16 juillet : le Français Joseph Muller gagne en solitaire la 12e étape du Tour de France Genève-Strasbourg qui emprunte le col de la Faucille. Le suivent à 24 minutes 34 secondes le Belge Lucien Buysse 2e et Français Marcel Huot 3e . Le Belge Benjamin Mortier est 4e à 34 minutes 55 secondes avec lui termine le peloton où figurent tous les favoris. Pas de changement en tête du classement général.
- 18 juillet : le Français Romain Bellenger gagne au sprint la 13e étape du Tour de France Strasbourg-Metz devant tous le peloton. Le Français Félix Goethals est 2e, le Belge Alfons Standaert est 3e, le Français Henri Pélissier est 4e, l'Italien Ottavio Bottechia est 5e. Au classement général le maillot jaune Henri Pélissier garde 29 minutes 12 secondes d'avance sur l'Italien Bottechia 2e et par le jeu des bonifications le 3e Bellenger est à présent à 1 heure 3 minutes.
- 20 juillet : le Français Félix Goethals gagne la 14e étape du Tour de France Metz-Dunkerque dans un sprint à trois ou il domine, les Belges Hector Tiberghien 2e et Théophile Beeckman 3e. Le Français Arsène Alancourt est 4e à 1 minute 18 secondes, le Français Henri Pélissier est 5e à 2 minutes 59 secondes avec sa roue l'Italien Ottavio Pratesi 6e. L'Italien Ottavio Bottechia est 7e à 4 minutes 28 secondes avec dans sa roue le Français Romain Bellenger 8e . Au classement général Henri Pélissier, maillot jaune, accroit son avance son avance sur Bottechia 2e à 30 minutes 41 secondes et sur Bellenger 3e à 1 heure 4 minutes.
- 22 juillet : Le Français Félix Goethals gagne la 15e étape du Tour de France Dunkerque-Paris au sprint devant tous le peloton, le Français Henri Pélissier est 2e et le Belge Louis Mottiat 3e. Le Français Henri Pélissier remporte le Tour de France. Dans les rues de Paris qui mènent au vélodrome du Parc des Princes, lieu de l'arrivée finale, la foule obstrue le passage et gène la progression des coureurs. Henri Pélissier a sans doute pensé alors, à la dernière étape du Tour de France 1914 lorsqu'au pont de Saint-Cloud ses supporteurs l'ont porté en triomphe trop tôt lui faisant perdre le Tour. Il est le premier vainqueur Français du Tour depuis Gustave Garrigou en 1911. Le Public enfonce les barrières, envahit le vélodrome et fait un triomphe à Pélissier. Sa victoire a indubitablement une connotation patriotique. Au classement général final Pélissier devance l'Italien Ottavio Bottechia 2e de 30 minutes et 41 secondes et le Français Romain Bellenger 3e de 1 heure 4 minutes et 43 secondes.
- 29 juillet : 5e manche du championnat d'Italie sur route, l'Italien Costante Girardengo gagne le Tour de Vénétie.
- 30 juillet : le Belge René Vermandel gagne la Coupe Sels pour la deuxième fois.

### Août
- 5 août : l'Italien Nello Ciaccheri gagne le Tour de Reggio-Calabre.
- 5 août : l'Allemand Richard Golle redevient champion d'Allemagne sur route.
- 11 août : le Suisse Henri Sutter gagne le Grand Prix de Genève.
- 18 au 26 août : championnats du monde de cyclisme sur piste à Zurich. Le Néerlandais Piet Moeskops est champion du monde de vitesse professionnelle pour la troisième fois d'affilée. Le Français Lucien Michard est champion du monde de vitesse amateur.
- 19 août : le Français Francis Pélissier redevient champion de France sur route.
- 25 août : championnat du monde sur route à Zurich (Suisse).L'Italien Libero Ferrario remporte la course amateur.
- 26 août : 6e manche du championnat d'Italie sur route, l'Italien Costante Girardengo gagne le premier Tour de Toscane.

### Septembre
10 septembre : l'Italien Giovanni Trentarossi gagne le Tour d'Ombrie.
13 septembre : le Belge Julien Volbrecht gagne le Championnat des Flandres.
17 septembre : l'Italien Libero Ferrario gagne le Trophée Bernocchi pour la deuxième année d'affilée.
20 septembre : 6e manche du championnat d'Italie sur route, l'Italien Costante Girardengo gagne Rome-Naples-Rome pour la troisième fois d'affilée. C'est en tout sa quatrième victoire dans cette épreuve.
30 septembre : l'Italien Enea Dalfiume gagne la première édition de la Coupe Placci .

### Octobre
14 octobre : l'Italien Pietro Linari gagne Milan-Modène.
27 octobre : 7e manche du championnat d'Italie sur route, l'Italien Giovanni Brunero gagne le Tour de Lombardie. À l'issue de la course l'Italien Costante Girardengo est champion d'Italie sur route pour la septième fois.
À l'issue de la huitième manche du championnat de Belgique sur route, Arlon-Ostende remportée par Félix Sellier, ce dernier devient champion de Belgique sur route.

### Novembre
11 novembre : l'Espagnol Jaime Janer redevient champion d'Espagne sur route.